# Ma cây (phim 2013)
Ma cây (tên gốc tiếng Anh: Evil Dead) là một phim điện ảnh kinh dị siêu nhiên của Mỹ năm 2013 do Fede Alvarez đạo diễn, với phần kịch bản được chấp bút bởi Rodo Sayagues và Alvarez, và sản xuất bởi Bruce Campbell, Robert Tapert và Sam Raimi. Quá trình quay phim được thực hiện tại vùng ngoại ô Auckland thuộc New Zealand, diễn ra trong vòng một tháng. Đây là phàn phim thứ tư của thương hiệu Evil Dead, và được coi như một phần phim tái khởi động của phần phim gốc năm 1981 và đồng thời cũng là phần tiếp nối của bộ ba phim gốc. Nội dung phim xoay quanh câu chuyện về năm người bạn đi đến một ngôi nhà nhỏ ở vùng hẻo lánh nơi mà sự khám phá ra cuốn sách của thần chết vô tình khiến họ đánh thức những loài ma quỷ sống trong khu rừng gần đấy. Những con quỷ này đã bắt giữ họ cho đến khi một người thoát ra được và chiến đấu để giành lấy sự sống.
Ma cây được công chiếu ra mắt tại sự kiện South by Southwest diễn ra vào ngày 8 tháng 3 năm 2013 và bắt đầu khởi chiếu tại Mỹ từ ngày 5 tháng 4 năm 2013. Tại Việt Nam, phim không được công chiếu chính thức do không vượt qua vòng kiểm duyệt. Phim thu về 97,5 triệu USD toàn cầu.